# Regilde
Regilde es una freguesia portuguesa del municipio de Felgueiras, en el distrito de Oporto. Según el censo de 2021, tiene una población de 1182 habitantes.
Está situada a orillas del río Vizela.
En el patrimonio histórico-artístico de la freguesia destaca la iglesia matriz de Santa Comba.